# Graziano Pellè
Graziano Pellè (ur. 15 lipca 1985 w San Cesario di Lecce) – włoski piłkarz, który występował na pozycji napastnika. W latach 2014–2016 reprezentant Włoch. Uczestnik Mistrzostw Europy 2016.
W swojej karierze występował m.in. w takich klubach jak: Southampton, Feyenoord, AZ Alkmaar, Parma czy Shandong Luneng.

## Kariera klubowa
Karierę piłkarską Pellè rozpoczął w klubie US Lecce i początkowo występował w drużynie młodzieżowej Primavera, z którą dwukrotnie wygrał Trofeo Giacinto Facchetti w latach 2003 i 2004 oraz Coppa Italia Primavera w 2002 roku. Latem 2003 awansował do kadry pierwszego zespołu Lecce, a 11 stycznia 2004 zadebiutował w Serie A w przegranym 1:2 domowym spotkaniu z Bologną. Do końca sezonu wystąpił jeszcze tylko w meczu z Romą (0:3), a w sezonie 2004/2005 nie rozegrał żadnego spotkania w Lecce i w rundzie wiosennej trafił na wypożyczenie do drugoligowej Calcio Catania zaliczając swój debiut 30 stycznia w meczu z Vicenzą Calcio (2:2). W Catanii spędził pół roku.
Latem 2005 Pellè wrócił do Lecce i wystąpił w 10 meczach tej drużyny, ale już zimą 2006 wypożyczono go do FC Crotone (debiut: 14 stycznia 2006 w przegranym 0:3 meczu z Piacenzą Calcio). W całym sezonie zdobył 6 goli, a już po nim ponownie został wypożyczony z Lecce, tym razem do AC Cesena. W jej barwach po raz pierwszy wystąpił 11 września 2006 w meczu ze Spezią Calcio i z 10 golami na koncie był jednym z najskuteczniejszych graczy zespołu.
W lipcu 2007 roku Pellè został sprzedany z Lecce do holenderskiego AZ Alkmaar za 6 milionów euro. W drużynie prowadzonej przez trenera Louisa van Gaala zadebiutował 18 sierpnia 2007 w wygranym 4:0 meczu z VVV Venlo. Natomiast w grudniu tamtego roku w meczu z FC Twente (1:2) strzelił pierwszego gola w Eredivisie. W 2013 roku został zawodnikiem Feyenoordu, gdzie grał na pozycji napastnika.
Latem 2014 podpisał kontrakt z Southampton za ok. 8 mln funtów. Otrzymał tytuł najlepszego piłkarza września Premier League. 10 lipca 2016 roku za 13 milionów funtów przeszedł do Shandong Luneng Taishan. W lutym 2021 powrócił do klubu Parma Calcio 1913.

## Kariera reprezentacyjna
W latach 2004–2005 Pellè rozegrał 10 meczów i strzelił 7 goli dla reprezentacji Włoch U-20. Wystąpił z nią na Mistrzostwach Świata U-20 w Holandii, na których zdobył 4 bramki, a Włochy odpadły w ćwierćfinale. Natomiast w latach 2005–2007 Graziano występował w drużynie Włoch U-21 (11 meczów) i w 2007 roku na Mistrzostwach Europy w Holandii zaliczył 3 występy.
13 października 2014 roku zadebiutował w reprezentacji Włoch w meczu z Maltą i strzelił gola. Pelle znalazł się także wśród 23-osobowej kadry Azzurri powołanej przez Antonio Conte na Mistrzostwa Europy we Francji. W pierwszym meczu grupowym z Belgią strzelił gola w 2 minucie doliczonego czasu gry, ustalając wynik spotkania na 2:0 dla Włochów.
Przez grę w słabej lidze, Pellè od sierpnia 2016 roku nie może liczyć na powołanie do kadry narodowej.